# Carl Ludvig Engel
Johan Carl Ludvig Engel (på tyska Johann Carl Ludwig Engel), född 3 juli 1778 i Berlin, död 14 maj 1840 i Helsingfors, var en tyskfödd arkitekt som utförde sitt livsverk i Helsingfors. Han var en representant för den  nyklassiska stilen som formade Helsingfors till en värdig huvudstad för Storfurstendömet Finland.

## Karriär
Engel studerade vid Bauakademie i Berlin samt 1803-05 i Italien och anses ha varit inspirerad av den tyske arkitekten Friedrich Gilly. Engel blev 1809 stadsarkitekt i Reval, flyttade 1813 till Sankt Petersburg och antogs 1816 till arkitekt vid nybyggnadsarbetena i Helsingfors - staden, som 1808 hade härjats av eldsvåda, erhöll därefter en ny stadsplan. År 1824 blev Engel utnämnd till chef för Intendentskontoret för de allmänna byggnaderna i Finland. Han uppgjorde den första stadsplanen för Jyväskylä 1837.
Engels verk utgör kärnan i Finlands arkitektoniska tradition. Viktiga byggnader i den då nya finska huvudstaden är Helsingfors nuvarande domkyrka (ursprungligen Nikolaikyrkan), universitetets huvudbyggnad och bibliotek och Statsrådsborgen, alla vid Senatstorget, samt Helsingfors stadshus (ursprungligen Societetshuset) vid Salutorget och Lappvikens sjukhus. Engel har även ritat bland annat restaurang Brunnshuset i Helsingfors, Åbo observatorium, Åbo ortodoxa kyrka och Eckerö post- och tullhus på Åland.
Han är begravd på Sandudds begravningsplats i Helsingfors.

## Utmärkelser
- Sankt Annas orden[11]

[Redigera Wikidata]

## Galleri

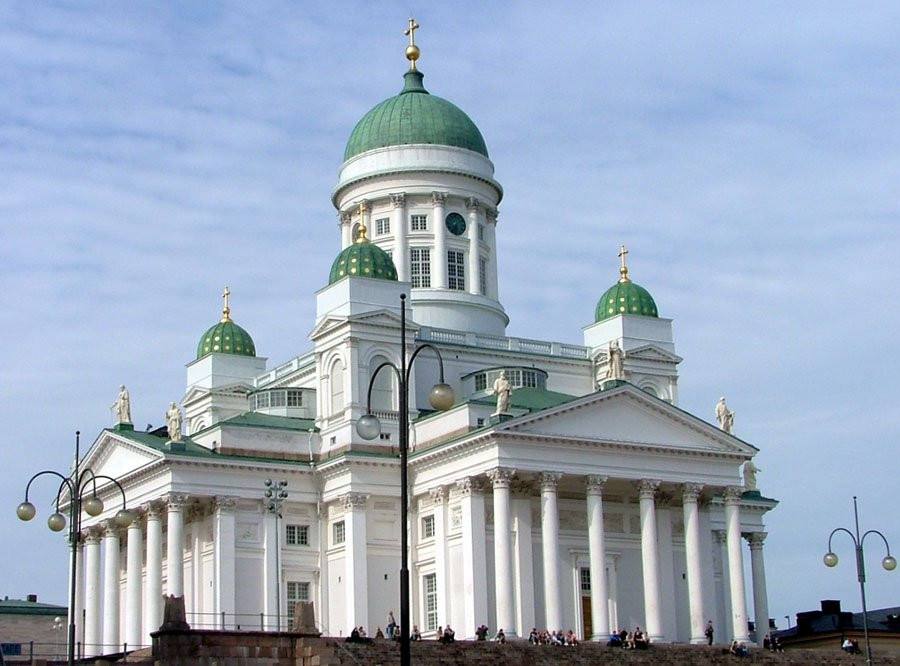
Helsingfors domkyrka vid Senatstorget
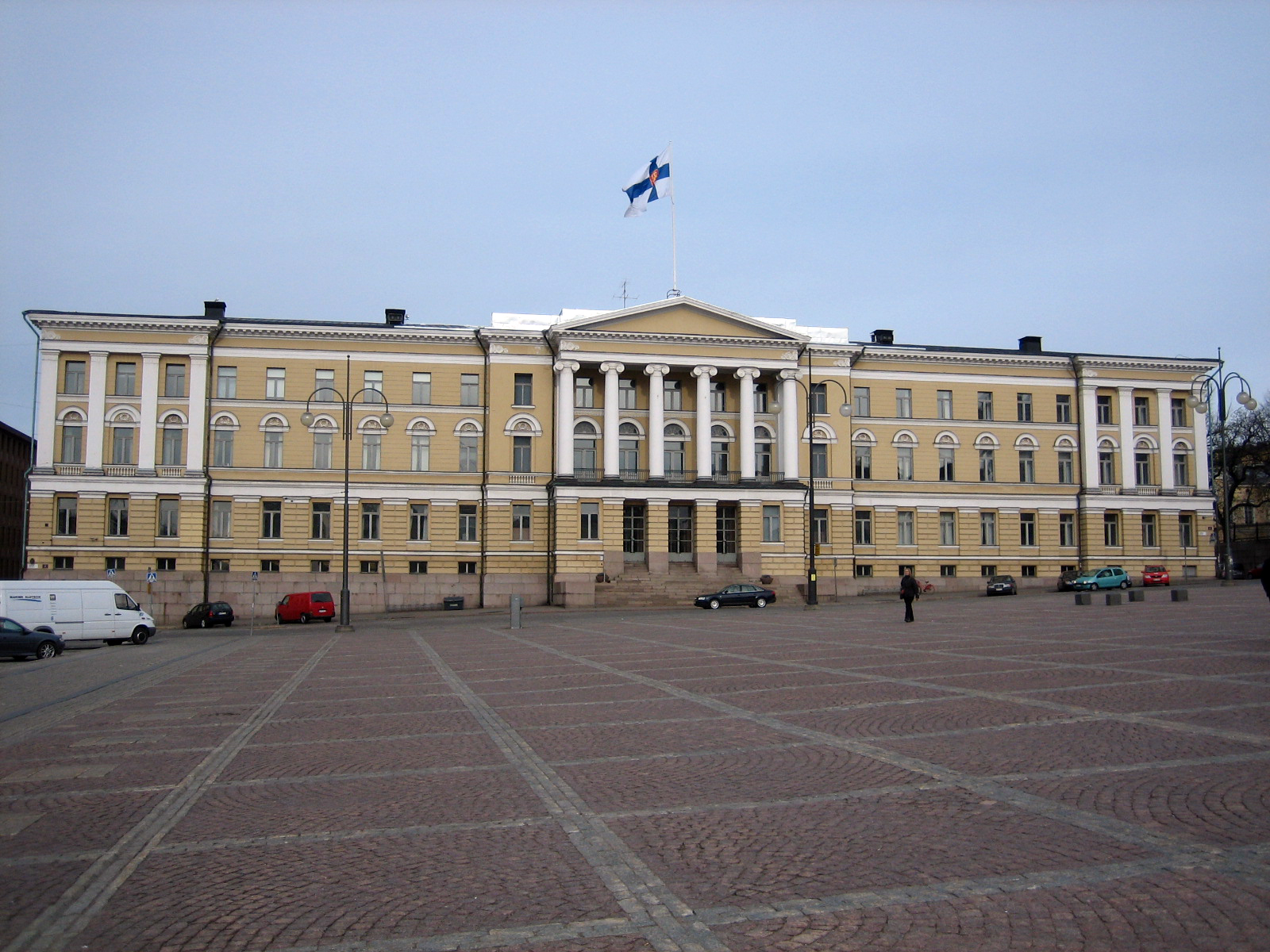
Helsingfors universitets huvudbyggnad vid Senatstorget
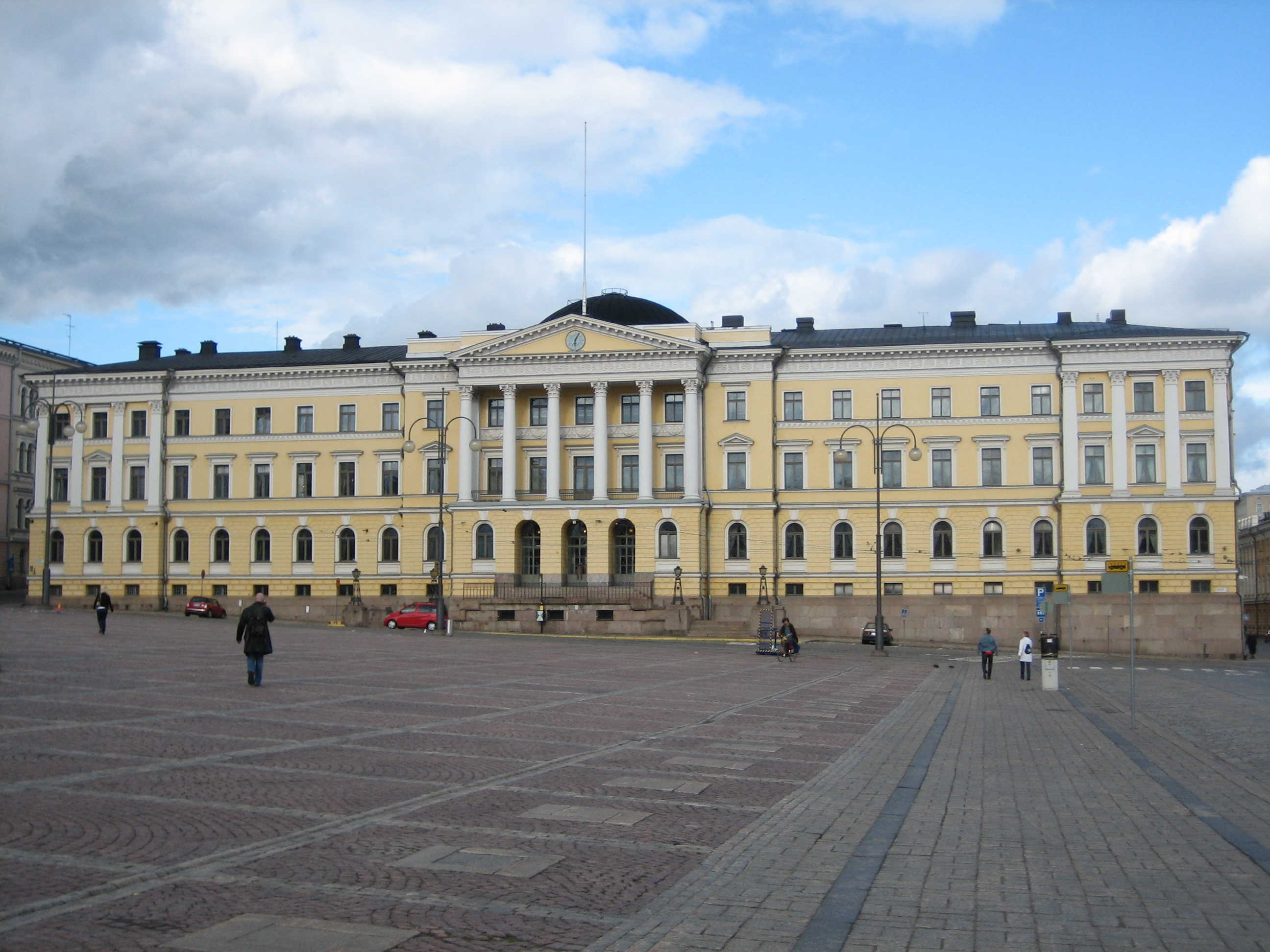
Statsrådsborgen vid Senatstorget
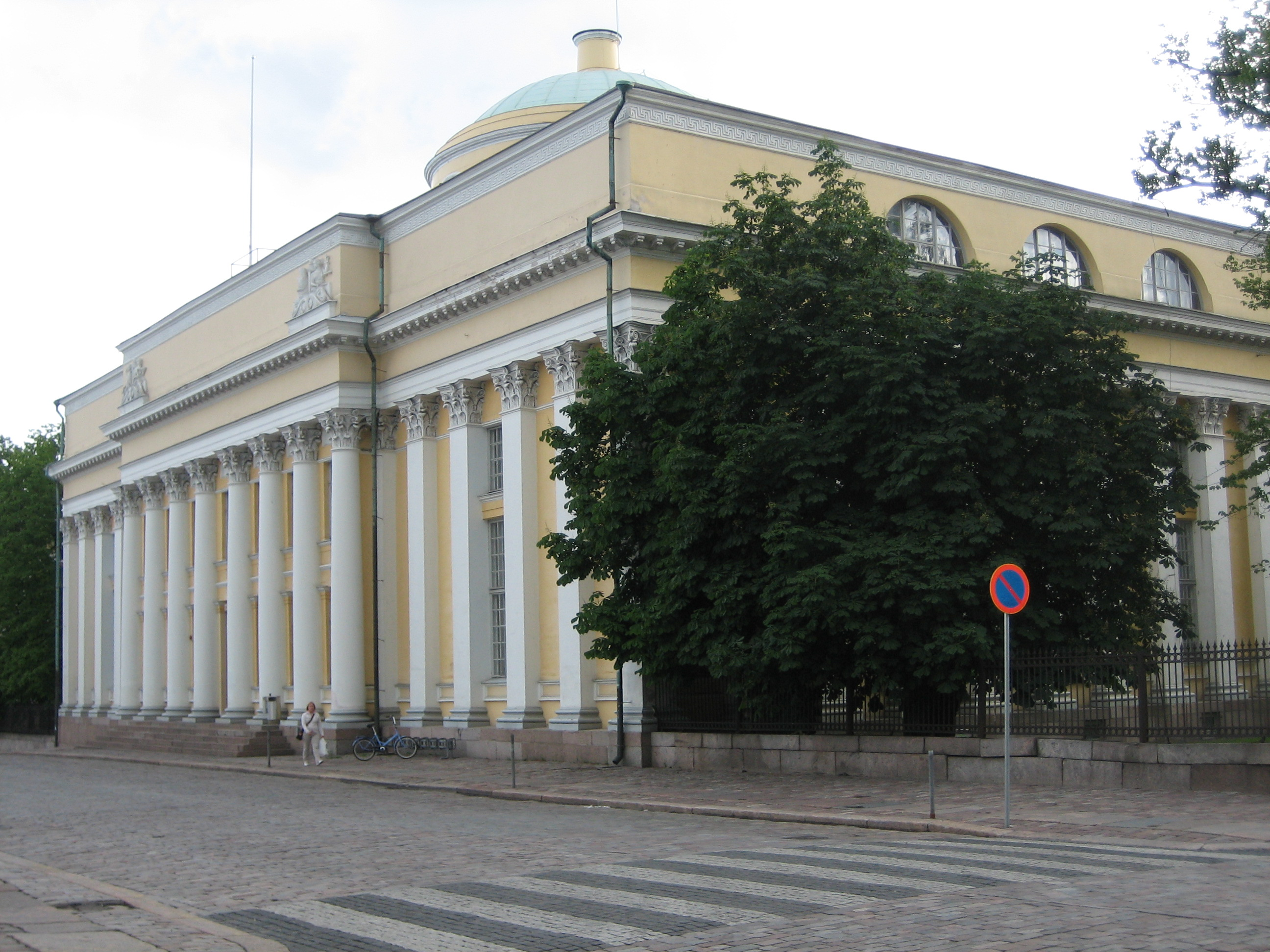
Helsingfors universitetsbibliotek på Unionsgatan i Helsingfors
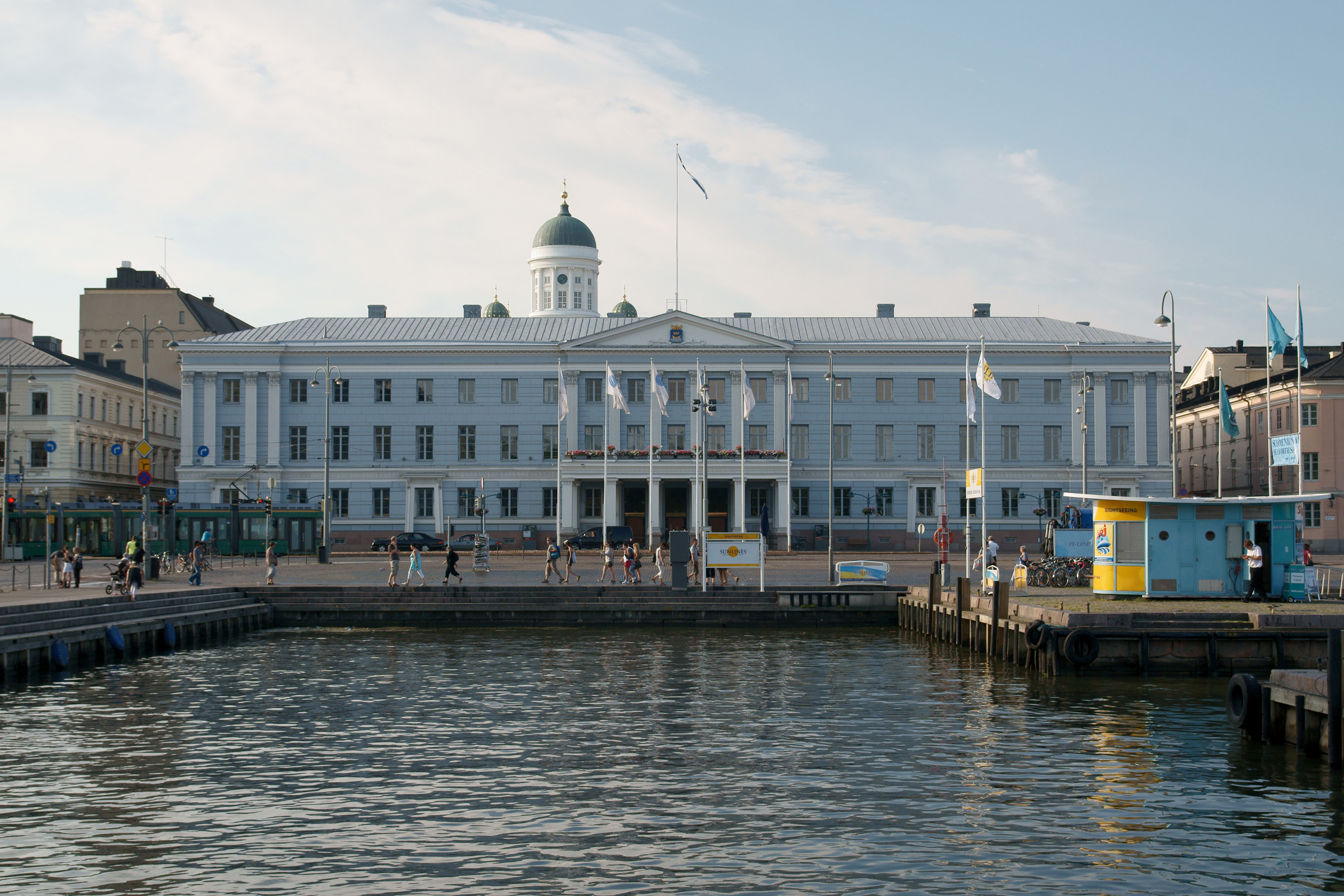
Helsingfors stadshus
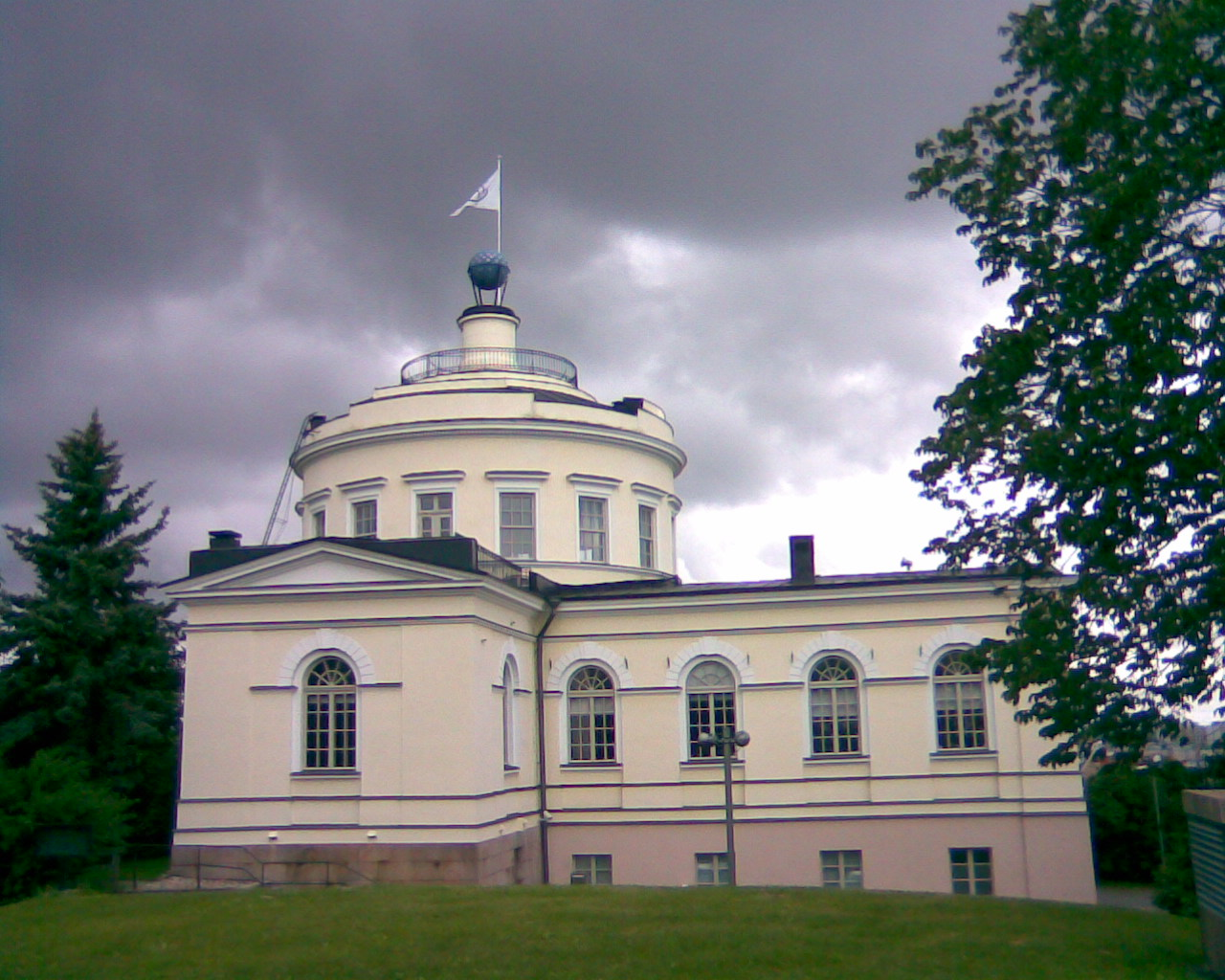
Åbo observatorium
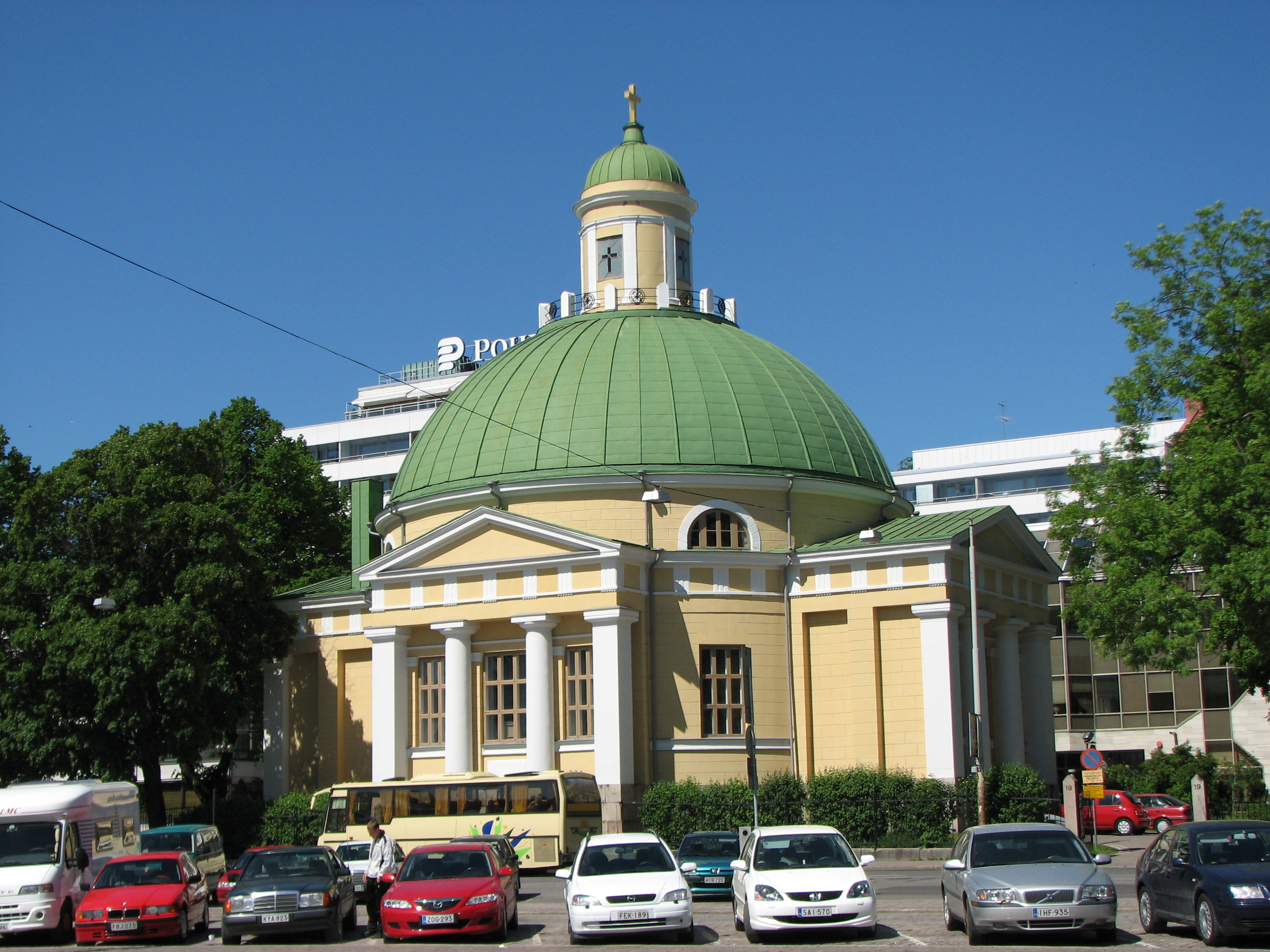
Åbo ortodoxa kyrka
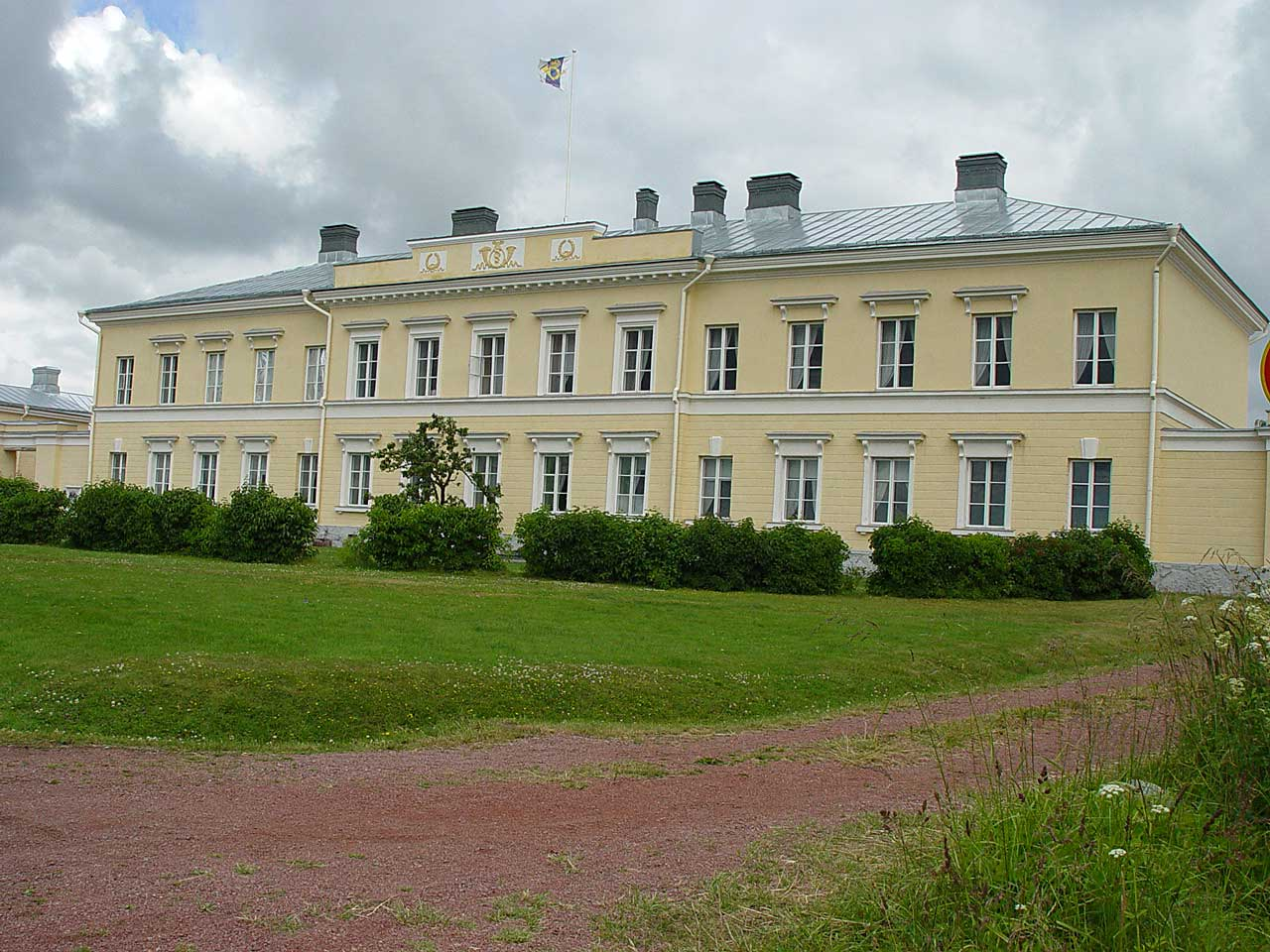
Eckerö post- och tullhus